# Roßtal

Lage

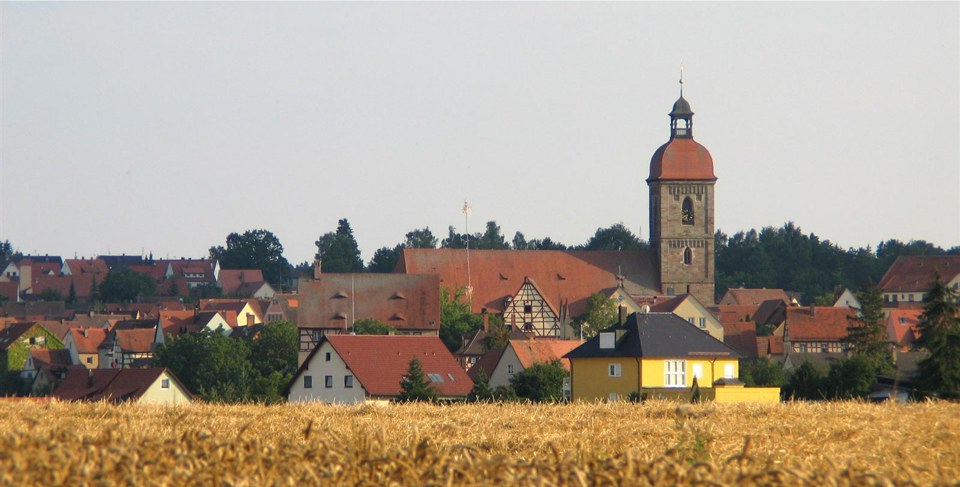
Roßtal mit der St.-Laurentius-Kirche

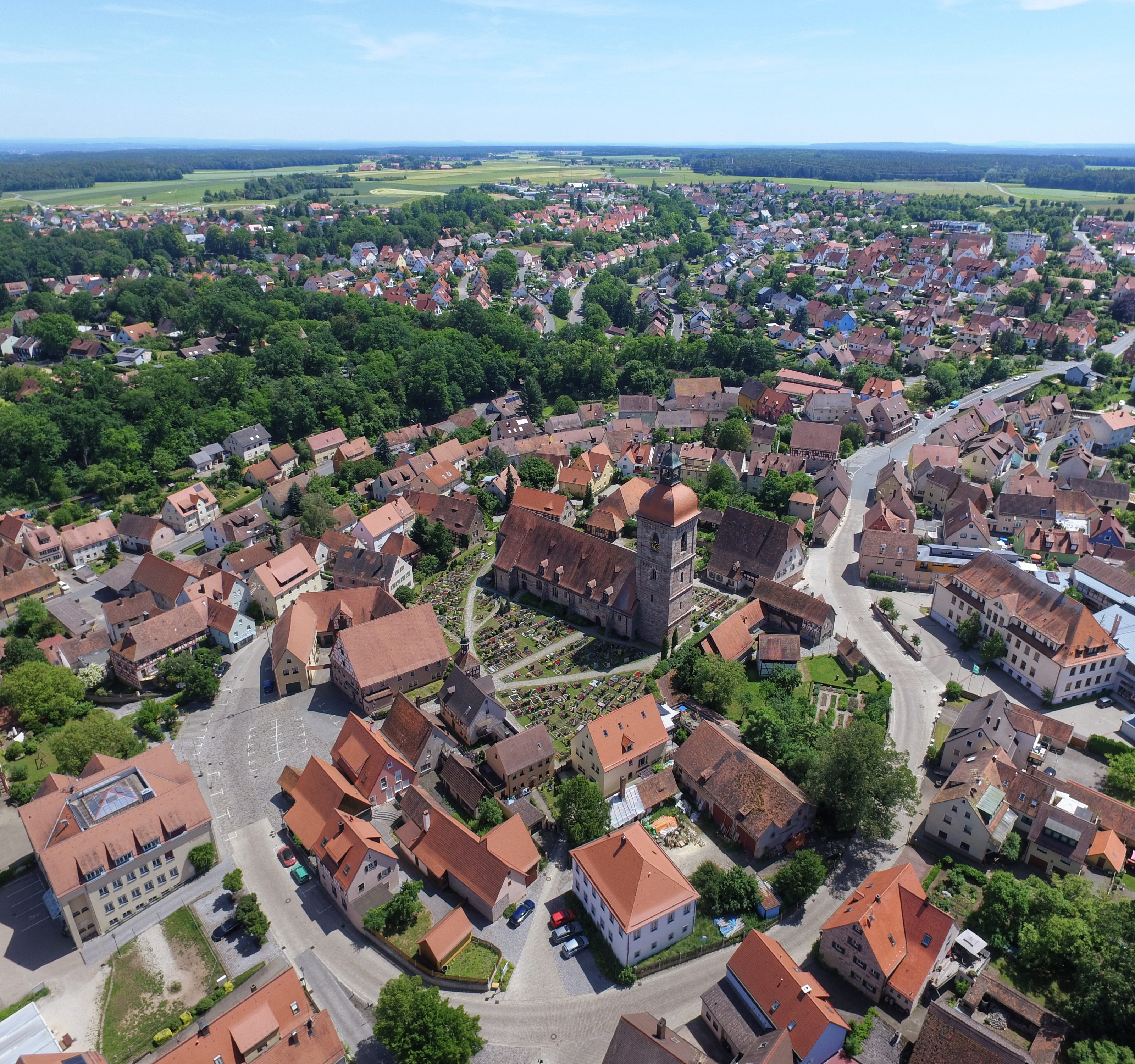
Roßtals Ortskern und Oberer Markt

Roßtal (fränkisch: „Roschdl“) ist ein Markt im mittelfränkischen Landkreis Fürth in Bayern.

## Geografie

### Geografische Lage
Der Markt Roßtal liegt etwa 15 Kilometer westlich von Nürnberg. Am nördlichen Rand fließt die Bibert durch das Gemeindegebiet.
Die flachwellige Keuperlandschaft des Gemeindegebiets befindet sich in der naturräumlichen Haupteinheit Fränkisches Keuper-Lias-Land und der Naturraum-Einheit Mittelfränkisches Becken.

### Gemeindegliederung
Es gibt 17 Gemeindeteile (in Klammern ist der Siedlungstyp angegeben):
- Buchschwabach (Kirchdorf)
- Buttendorf (Kirchdorf)
- Clarsbach (Kirchdorf)
- Defersdorf (Dorf)
- Großweismannsdorf (Dorf)
- Herboldshof (Einöde)
- Kastenreuth (Weiler)
- Kernmühle (Weiler)
- Kleinweismannsdorf (Dorf)
- Neuses (Dorf)
- Oedenreuth (Dorf)
- Raitersaich (Dorf)
- Roßtal (Hauptort)
- Stöckach (Dorf)
- Trettendorf (Dorf)
- Weitersdorf (Kirchdorf)
- Wimpashof (Weiler)

Es gibt auf dem Gemeindegebiet die Gemarkungen Buchschwabach, Großweismannsdorf, Roßtal, Weinzierlein (Gemarkungsteil 0) und Weitersdorf.  Die Gemarkung Roßtal hat eine Fläche von 7,532 km². Sie ist in 3607 Flurstücke aufgeteilt, die eine durchschnittliche Fläche von 2088,05 m² haben.

### Nachbargemeinden
Die Nachbargemeinden sind:
- Ammerndorf
- Zirndorf
- Stein
- Rohr
- Heilsbronn
- Großhabersdorf

(Aufzählung: im Norden beginnend im Uhrzeigersinn)

### Geologie
Im Markt Roßtal befinden sich Gesteine des mittleren Keupers, einer Formation der Trias. Überwiegend kommen Ablagerungen des Blasensandsteins und des Coburger Sandsteins aus der Hassberge-Formation vor. Im Süden des Gemeindegebiets dominiert die geologische Einheit des Unteren Burgsandsteins der Löwenstein-Formation. In den Bachtälern des Mühlbachs und der Bibert treten quartäre Talfüllungen mit Lockersedimenten auf.

### Klima
Der Markt Roßtal liegt mit seinem humiden Klima in der kühl-gemäßigten Klimazone. Die Gemeinde befindet sich im Übergangsbereich zwischen dem feuchten atlantischen und dem trockenen Kontinentalklima. Nach der Klimaklassifikation von Köppen-Geiger zählt Franken, einschließlich Roßtal, insgesamt zum gemäßigten Ozeanklima (Cfb-Klima). Dabei bleibt die mittlere Lufttemperatur des wärmsten Monats unter 22 °C und die des kältesten Monats über −3 °C.
Die Niederschlagsmenge beträgt im durchschnittlichen Jahresmittel 679 mm, wobei ein Übergewicht im Sommer zu verzeichnen ist. Der Juni ist mit 81 mm der niederschlagreichste Monat. Der niederschlagsärmste Monat ist der Februar mit 41 mm. Über das gesamte Jahr ergibt sich eine mittlere Temperatur von 8,5 °C. Der Juli ist mit durchschnittlich 17,9 °C, aus klimatologischer Sicht, der wärmste Monat im Jahresverlauf. Im Januar sind die niedrigsten Temperaturen mit durchschnittlich –0,9 °C zu verzeichnen.

## Geschichte
Der Ort wurde 953 als „Rossadal“ erstmals urkundlich erwähnt. Der Ortsname leitet sich von einem gleichlautenden Flurnamen ab, dessen Bestimmungswort das althochdeutsche „ros, hros“ (= Pferd) ist und demnach „Tal der Pferde“ bedeutet.
Der Ortsname kann auch als „Stätte der Pferdezucht“ gedeutet werden. Nach dem Deutschen Wörterbuch (DWB, Der Grimm) wird unter Rossstall der Aufenthaltsort und die Schlafstätte der Pferdejungen und anderer niederer Dienerschaft sowie ein unansehnlicher Ort verstanden.
- 954: Erwähnung Roßtals durch Widukind als „Horsadal“
- 1050: In einer Bamberger Urkunde von 1050 erscheint der Ortsname „Rossestal“.
- 1281: Die Burggrafen von Nürnberg erwarben erste Güter in Roßtal.[15]
- 12. und 13. Jahrhundert: Man schreibt den Ortsnamen „Rostal“.
- 1328: „Rostal“ erhält von Kaiser Ludwig dem Bayern die Stadt- und Marktrechte.[15]
- nach 1328: Die Nachsilbe „-stal“ wird später zu „–stall“: „Roßstall“.
- 1355: Kaiser Karl IV. bestätigte die Erteilung des Stadtrechts.[15]

Gegen Ende des 18. Jahrhunderts gab es in Roßtal 110 Anwesen. Das Hochgericht und die Dorf- und Gemeindeherrschaft übte das brandenburg-ansbachische Richteramt Roßtal aus. Grundherren waren das Kastenamt Cadolzburg (Schloss, Fronveste, 2 Wirtshäuser, 5 Gemeindehäuser, 2 Schmieden, 9 Höfe, 3 Höflein, 2 Güter, 6 Gütlein, 1 Mühle, 60 Häuser), das Gotteshaus Roßtal (Pfarrhaus, Schulhaus, Mesnerhaus, 8 Häuser) und Nürnberger Eigenherren: von Kreß (4 Häuser), von Volckamer (1 Halbhof), von Welser (2 Häuser).
Von 1797 bis 1808 unterstand der Ort dem Justiz- und Kammeramt Cadolzburg. Im Rahmen des Gemeindeedikts wurde 1808 der Steuerdistrikt Roßtal gebildet. 1810 entstand die Munizipalgemeinde Roßtal. Sie war in Verwaltung und Gerichtsbarkeit dem Landgericht Cadolzburg zugeordnet und in der Finanzverwaltung dem Rentamt Cadolzburg (1919 in Finanzamt Cadolzburg umbenannt). 1818 wurde Roßtal zum Markt mit dem Magistrat III. Klasse ernannt. Ab 1862 gehörte Roßtal zum Bezirksamt Fürth (1939 in Landkreis Fürth umbenannt). Die Gerichtsbarkeit blieb beim Landgericht Cadolzburg (1879 in Amtsgericht Cadolzburg umbenannt), seit 1931 ist das Amtsgericht Fürth zuständig. Die Finanzverwaltung wurde am 1. Januar 1929 vom Finanzamt Fürth übernommen.
1872 wurde die Eisenbahnstrecke Nürnberg–Ansbach in Betrieb genommen, an der Roßtal einen Bahnhof hatte. Seit 1910 gibt es im Ort elektrischen Strom. Die Transformatorenstation befand sich auf der Gemeindewiese am Mühlbach.
1913 wurde die Gemeinde „Roßstall“ amtlich in „Roßtal“ umbenannt.
Die Gemeinde hatte 1964 eine Gebietsfläche von 7,785 km².

### Eingemeindungen
Im Zuge der Gebietsreform in Bayern wurden am 1. Mai 1978 die Gemeinden Buchschwabach, Großweismannsdorf und Weitersdorf sowie Teile der Gemeinde Weinzierlein (Buttendorf, Herboldshof, Kernmühle, Neuses und Stöckach) eingegliedert.

### Einwohnerentwicklung
Gemeinde Roßtal
| Jahr      | 1987   | 2007   | 2008   | 2009   | 2010   | 2011   | 2012   | 2013   | 2014   | 2015   | 2016   | 2017   | 2018   | 2019   |
| Einwohner | 8006   | 9896   | 9870   | 9806   | 9764   | 9730   | 9658   | 9588   | 9603   | 9612   | 9668   | 9699   | 9868   | 10010  |
| Häuser    | 2092   |        |        |        |        |        |        | 2824   | 2833   | 2854   | 2871   | 2887   | 2939   | 2963   |
| Quelle    | [ 25 ] | [ 26 ] | [ 26 ] | [ 26 ] | [ 26 ] | [ 26 ] | [ 26 ] | [ 26 ] | [ 26 ] | [ 26 ] | [ 26 ] | [ 26 ] | [ 26 ] | [ 26 ] |

Ort Roßtal (= Gemeinde Roßtal bis zur Gebietsreform)
| Jahr      | 1818   | 1840   | 1852   | 1861   | 1867   | 1871   | 1875   | 1880   | 1885   | 1890   | 1895   | 1900   | 1905   | 1910   | 1919   | 1925   | 1933   | 1939   | 1946   | 1950   | 1961   | 1970   | 1987   | 1997   | 2007   | 2018   | 2019   | 2020   | 2021   |
| Einwohner | 724    | 951    | 938    | 940    | 959    | 965    | 1034   | 1059   | 995    | 1017   | 1025   | 1062   | 1169   | 1301   | 1323   | 1447   | 1805   | 2031   | 2669   | 2885   | 3492   | 4098   | 4560   | *5601  | *5797  | *5637  | *5803  | *5976  | *6078  |
| Häuser    | 121    | 159    |        |        |        | 196    |        |        | 178    | 187    |        | 193    |        |        |        | 232    |        |        |        | 406    | 638    |        | 1195   |        |        |        |        |        |        |
| Quelle    | [ 27 ] | [ 28 ] | [ 29 ] | [ 29 ] | [ 30 ] | [ 31 ] | [ 32 ] | [ 33 ] | [ 34 ] | [ 35 ] | [ 36 ] | [ 29 ] | [ 37 ] | [ 29 ] | [ 38 ] | [ 29 ] | [ 39 ] | [ 29 ] | [ 29 ] | [ 40 ] | [ 22 ] | [ 41 ] | [ 25 ] | [ 42 ] | [ 42 ] | [ 42 ] | [ 42 ] | [ 42 ] | [ 42 ] |

## Politik

### Marktgemeinderat
Der Marktgemeinderat hat einschließlich des Bürgermeisters 21 Mitglieder.
Die Einzelergebnisse zur Gemeinderatswahl am 15. März 2020 lauten:
CSU: 30,45 %, SPD: 26,00 %, FW/FWR (Freie Wähler Roßtal): 22,24 %, Grüne: 13,59 %, ÖPD: 4,81 %, Linke: 2,91 %.
|      | CSU | SPD | FW | Grüne | ÖDP | Die Linke | Gesamt   |
| ---- | --- | --- | -- | ----- | --- | --------- | -------- |
| 2014 | 6   | 7   | 5  | 2     | 0   | 0         | 20 Sitze |
| 2020 | 6   | 5   | 4  | 3     | 1   | 1         | 20 Sitze |

### Bürgermeister
Johann Völkl (SPD) (* 1955) war von Mai 2008 bis April 2020 Erster Bürgermeister, er wurde im März 2014 mit 74,3 % der Stimmen im Amt bestätigt.
Am 29. März 2020 konnte sich Rainer Gegner (SPD) gegen die CSU-Kandidatin Renate Krach, in einer Stichwahl, als neuer Erster Bürgermeister durchsetzen.

### Wappen und Flagge
Wappen
| Wappen von Roßtal | Blasonierung: „In Gold eine rote gotische Kirche mit Dachtürmchen, aus deren Tor ein silbernes Ross schreitet.“                                                                        |
| Wappen von Roßtal | Wappenbegründung: Das Wappen steht redend für den Ortsnamen, der als Rossstall gedeutet wurde. Er bedeutet 'Stätte der Pferdezucht'. Roßtal führt seit dem 15. Jahrhundert ein Wappen. |

Flagge
Die Gemeindeflagge ist weiß-rot-gelb.

### Partnerkommunen
- Auzances, Frankreich
 Seit 1997 besteht eine Partnerschaft mit Auzances, die durch den Deutsch-Französischen Freundschaftskreis getragen wird. Aufgrund der guten Beziehungen der beiden Partnerkommunen wurde am 6. April 2000 dem Markt Roßtal das Europadiplom für das Jahr 2000 zuerkannt. Am 8. November 2002 wurde dem Markt Roßtal die Ehrenfahne des Europarates übergeben.
- Thalheim/Erzgeb. (Partnerschaft seit 1992)
- Es bestehen freundschaftliche Beziehungen zu Frankenmuth in den USA, da viele Frankenmuther Siedler aus Roßtal stammen.

## Verkehr

### Straßenverkehr
Im Süden des Marktes Roßtal verläuft durch die Gemeindeteile Großweismannsdorf und Buchschwabach die Bundesstraße 14.
Die Staatsstraße 2409 verläuft nach Weinzierlein (3,1 km nördlich) bzw. zur B 14 (3,3 km südöstlich). Die Kreisstraße FÜ 22 verläuft nach Clarsbach (2,5 km südwestlich) bzw. über Weitersdorf nach Anwanden (3,4 km nordöstlich). Die Kreisstraße FÜ 15 verläuft nach Buttendorf (1,8 km nordwestlich). Gemeindeverbindungsstraßen verlaufen nach Stöckach (1 km nördlich), nach Trettendorf (1,8 km südlich) und nach Wimpashof (1,5 km südlich).

### Eisenbahn

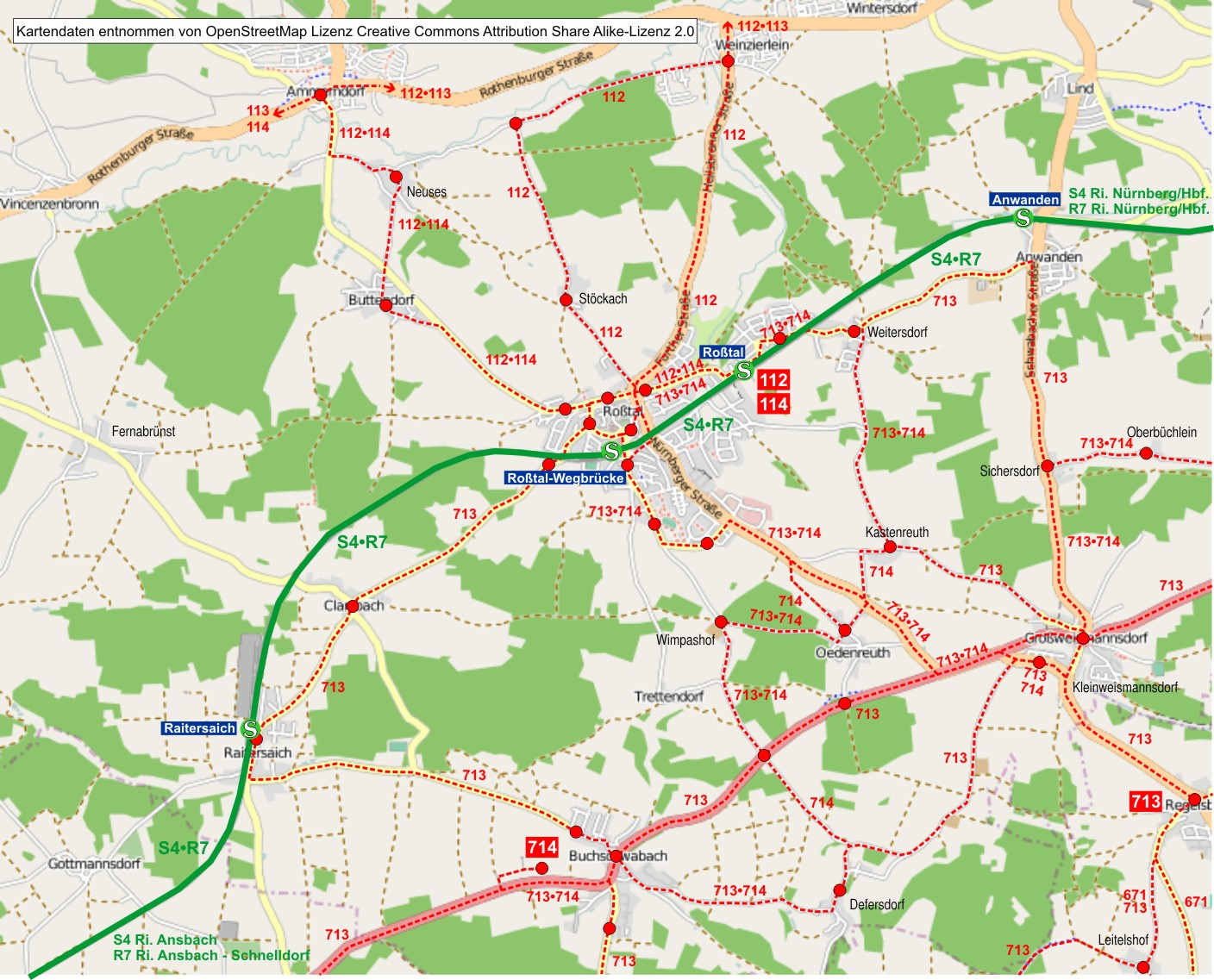
ÖPNV in Roßtal

Innerhalb des Gemeindegebietes befinden sich an der Strecke die Bahnhöfe und Haltepunkte Roßtal-Bahnhof, Roßtal-Wegbrücke und Raitersaich. Der Bahnhof Roßtal liegt am äußeren östlichen Rand, während der Haltepunkt Roßtal-Wegbrücke im Zentrum Roßtals liegt. Die Strecke wird von der S-Bahnlinie S 4 (Nürnberg Hbf – Ansbach – Dombühl) in einem 20/40-Minuten-Takt bedient, sowie weiter nach Dombühl alle zwei Stunden.

### Nahverkehr
Die Gemeinde ist in das Tarifsystem des VGN (Verkehrsverbund Großraum Nürnberg) integriert. Der öffentliche Personennahverkehr wird im Wesentlichen von der S-Bahnlinie S 4 (Nürnberg-Hauptbahnhof – Ansbach) übernommen, die Roßtal im 20/40-Minuten-Takt mit Nürnberg und Ansbach verbindet. Des Weiteren ist das Gemeindegebiet mit den Regionalbuslinien 112 und 114 der OVF, sowie 713 und 714 des privaten Verkehrsunternehmens Reck erschlossen, die Verbindungen zur S-Bahn und zu den Nachbarorten herstellen.

### Wanderwege
Durch Roßtal verlaufen der Fränkische Jakobsweg und die Magnificat-Route des Fränkischen Marienwegs. Weitere (Fern-)Wanderwege sind der Deutschherrenweg, der Hopfenweg, der Rangau-Ostweg und der KulturWanderweg Hohenzollern.

## Wirtschaft

### Gewerbe
Ende der 1990er Jahre wurde das Gewerbegebiet „Flugplatz“ im Ortsteil Buchschwabach ausgewiesen.
Ein weiteres größeres Gewerbegebiet („An der Nürnberger Straße“) befindet sich im Kernort, von der B14 kommend direkt am Ortseingang nordöstlich der Staatsstraße 2409.
Zahlreiche Roßtaler Gewerbetreibende sind im BDS Gewerbeverband organisiert, der vor Ort zahlreiche Veranstaltungen durchführt und auch Mitveranstalter des überregional bedeutenden Martinimarktes ist.

### Energie
An der Bahnlinie bei Raitersaich steht das 380-kV-Umspannwerk Raitersaich. 380-kV-Hochspannungsleitungen führen von dort nach Ingolstadt, Grafenrheinfeld und Erlangen.

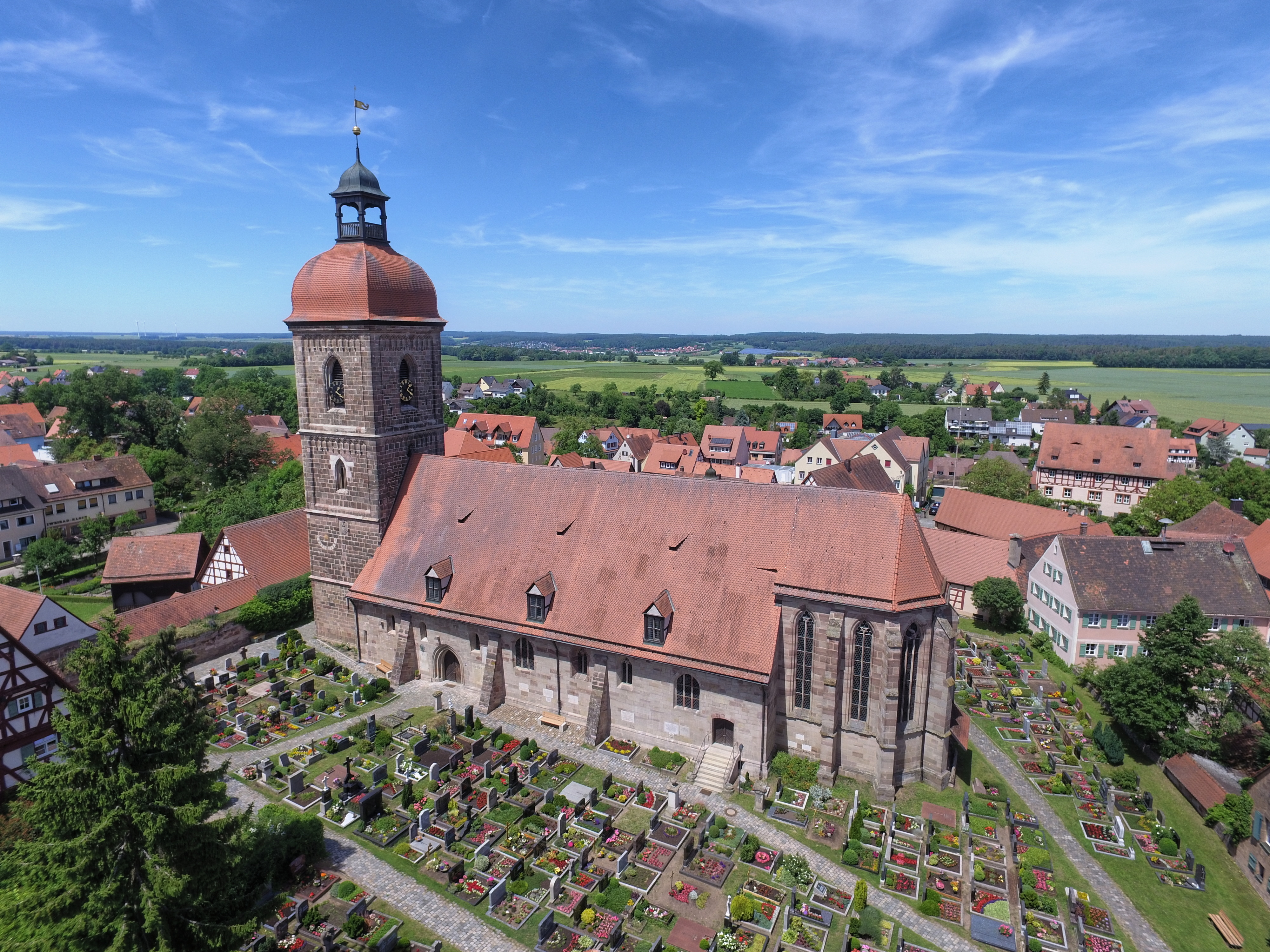
St. Laurentius

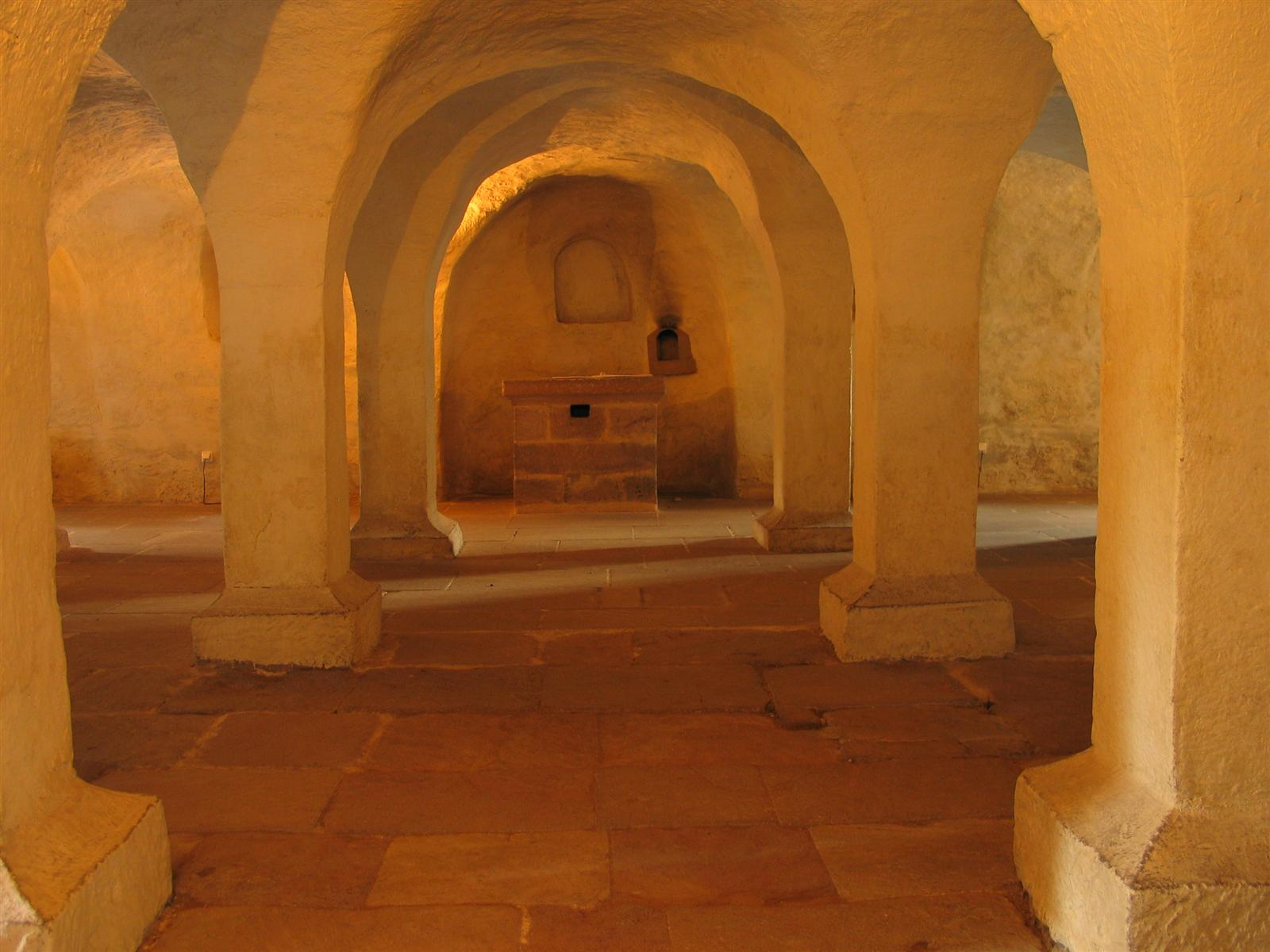
Krypta

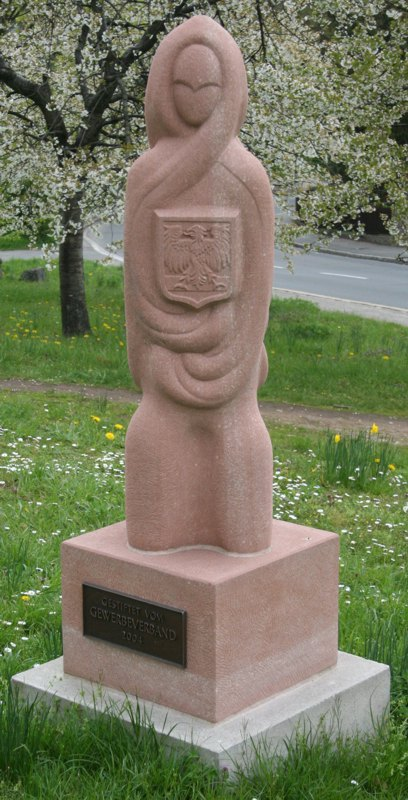
In Stein gemeißeltes Martinerla

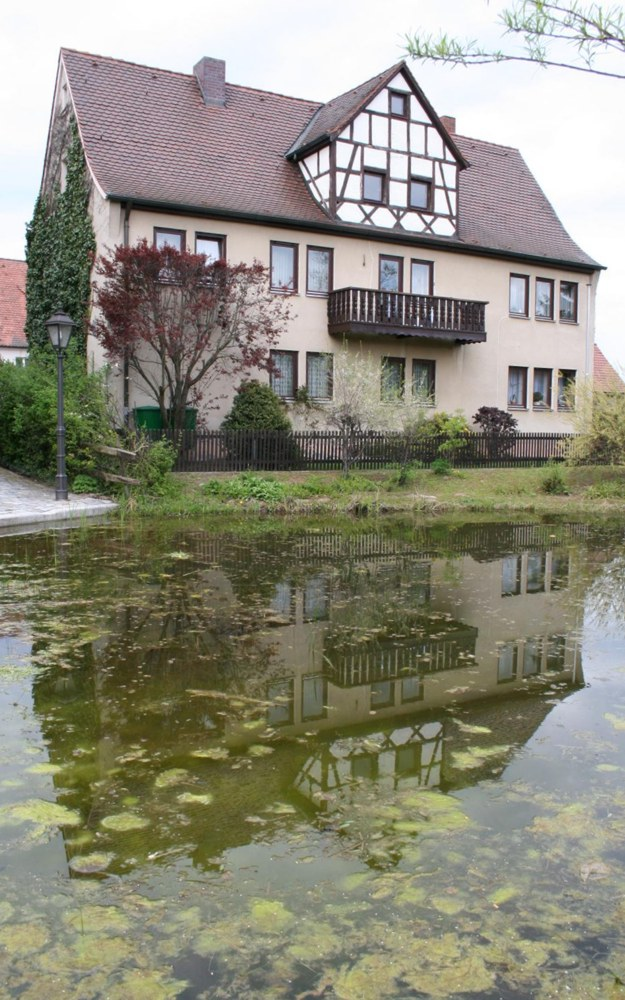
Spitzweed mit Wohnhaus

## Kultur und Freizeit

### Sehenswürdigkeiten
- Die evangelisch-lutherische Pfarrkirche St. Laurentius bildet das Zentrum von Roßtal und prägt mit ihrem 52 Meter hohen, quadratischen Turm aus dem Jahre 1388 das Orts- und Landschaftsbild des Marktes. Die Saalkirche in Sandsteinquaderbauweise weist ein weites Satteldach mit Giebelgaupen über dem Langhaus auf und stellt im Kern eine romanische Anlage mit Hallenkrypta von 1025 bis 1042 dar. Der Sakralbau ist von einer mittelalterlichen Wehrmauer umgeben, die im Wesentlichen noch erhalten ist. Ein viergeschossiger Westturm wurde Ende des 14. Jahrhunderts, Anfang des 15. Jahrhunderts errichtet. Im Jahre 1769 wurde der Turm mit einer Weschen Haube im Barockstil versehen.[49][50]
- Museumshof Roßtal
- Der Menschensohn, sitzend auf dem Regenbogen der Herrlichkeit …: Monumentales (100 m²) Altargemälde von Herbert Bessel in der katholischen Christkönigskirche, 1957 gemalt

### Heimatverein Markt Roßtal
Am 20. Juli 2002 wurde dem Heimatverein Markt Roßtal e. V. im Rahmen einer Festveranstaltung 100 Jahre Bayerischer Landesverein für Heimatpflege e. V. für die Erforschung, Dokumentation und Vermittlung von Geschichte und Kultur des heimatlichen Landschaftsraumes vom Präsidenten des Bayerischen Landtags die Medaille „Für vorbildliche Heimatpflege“ verliehen.

### Martinimarkt
Der Martinimarkt findet seit 1974 alljährlich am Wochenende vor oder um den Martinstag rund um den Oberen Markt der Gemeinde statt. Obwohl er ein klassischer Herbstmarkt ist, hat er wegen der vielen geschmückten Stände ein weihnachtliches Flair. In den Martinimarkt eingebettet finden in und um die Grundschule der Handwerks- und Gewerbemarkt des örtlichen BDS Gewerbeverbandes, im Rathaus die Sozialmesse und zahlreiche begleitende Ausstellungen und Veranstaltungen statt.
Jedes Jahr strömen viele Tausend Besucher von außerhalb dorthin, um den „Pulzermärtl“ zu sehen. Er verteilt an die anwesenden Kinder die „Martinerli“, das traditionelle Gebäck zum Martinimarkt.

### Bildung
- Volkshochschule Oberasbach & Roßtal
- Sing- und Musikschule südlicher Landkreis Fürth
- Bücherei Roßtal
- Grundschule Roßtal
- Mittelschule Roßtal

### Freizeiteinrichtungen
- Gebiet Freizeit und Erholung mit Bewegungsparcours[52], DFB-Minispielfeld, Bolzplatz und Bouleanlage
- Ponyhof Raitersaich

### Sport
In Roßtal und seinen Gemeindeteilen sind verschiedene Sportvereine vertreten:
- TSV Roßtal (Handball, Fußball, Turnen, Tischtennis, Fitness, Badminton, Judo, Ballett, Laufen, Klettern, Volleyball, Boule, Faustball, Indiaca, Kegeln, Darts und Kindersport bis 6)
- Die Handballabteilung des TSV Roßtal e. V. [53] nimmt mit drei Herrenmannschaften, zwei Frauenteams und sechs Nachwuchsmannschaften am Spielbetrieb des Bayerischen Handballverbandes (BHV) teil. Der TSV trägt seine Heimspiele in der Mittelschule Roßtal und der Sportmeile Roßtal aus. Größter Erfolg der Roßtaler Handballer war bisher neben dem Aufstieg in die viertklassige Handball-Regionalliga und die Teilnahme an der Hauptrunde im DHB-Pokal.

- SV Großweismannsdorf-Regelsbach
- SV Raitersaich
- Tennis-Club Roßtal
- Schützengesellschaft Deutsche Eiche e. V. Roßtal

## Persönlichkeiten
- Franz Albrecht Pflaum (1727–1798), evangelischer Geistlicher und Theologe, wurde in Roßtal geboren
- Johann Christoph Jakob Wilder (1783–1838), lutherische Geistlicher, Zeichner, Radierer, Autor und Dichter, wirkte hier
- Richard Bartsch (* 1959), Politiker, Bezirkstagspräsident von Mittelfranken, lebt in Roßtal im Ortsteil Buchschwabach
- Andrea Schauer (* 1959), Managerin, wurde in Roßtal geboren
- Armin Störzenhofecker (* 1965), Fußballspieler, war Trainer beim SV Raitersaich
- Tobias Winkler (* 1978), Politiker, Bundestagsabgeordneter, lebt in Roßtal
- Finn Jeltsch (* 2006), Fußballspieler, in Raitersaich aufgewachsen, war Spieler beim SV Raitersaich